# Rosalind Eleazar
Rosalind Eleazar (Londra, 4 febbraio 1982) è un'attrice britannica.

## Biografia
Nata e cresciuta a Londra in una famiglia di origine britanniche e ghanesi, ha studiato spagnolo e cinese all'Università di Nottingham e recitazione alla London Academy of Music and Dramatic Art, laureandosi nel 2015. Immediatamento dopo la fine degli studi ha esordito sulle scene londinesi con un dramma al Royal Court Theatre, mentre nel 2016 ha fatto il suo debutto sul piccolo schermo in Holby City.
Negli anni successivi ha ottenuto apprezzamenti per il suo lavoro a teatro, recitando accanto a Matthew Broderick in occasione del suo debutto nel West End e apparendo in un acclamato allestimento di Zio Vanja in cui interpretava Elena. Nel 2019 ha recitato ne La vita straordinaria di David Copperfield, interpretando Agnes. Al grande pubblico è nota per il suo lavoro televisivo e, in particolare, per i ruoli di Violet in Harlots e Luisa in Slow Horses.

## Filmografia parziale

### Cinema
- La vita straordinaria di David Copperfield (The Personal History of David Copperfield), regia di Armando Iannucci (2019)

### Televisione
- Holby City – serie TV, episodio 18x48 (2016)
- Casa Howard (Howards End) – miniserie TV, 4 episodi (2017)
- Harlots – serie TV, 16 episodi (2017-2018)
- Delitti in Paradiso (Death in Paradise) – serie TV, episodio 7x07 (2018)
- Breeders – serie TV, episodio 1x10 (2020)
- Slow Horses – serie TV, 24 episodi (2022-2024)
- Missing You – serie TV, 5 episodi (2025)

## Teatro
- Plaques and Tangles, regia di Lucy Morrison. Royal Court Theatre di Londra (2015)
- The Starry Messenger, regia di Sam Yates. Wyndham's Theatre di Londra (2019)
- Zio Vanja, regia di Ian Rickson. Harold Pinter Theatre di Londra (2020)
- La casa di Bernarda Alba, regia di Rebecca Frecknall. National Theatre di Londra (2023)

## Doppiatrici italiane
Nelle versioni in italiano delle opere in cui ha recitato, Rosalind Eleazar è stata doppiata da:
- Chiara Gioncardi in Slow Horses, La vita straordinaria di David Copperfield, Missing You